# Oña
Oña és un municipi de la província de Burgos, a la comunitat autònoma de Castella i Lleó. Està format per les entitats locals menors de Barcina de los Montes, Bentretea, Castellanos de Bureba, Cereceda, Cornudilla, Hermosilla, La Molina del Portillo del Busto, La Parte de Bureba, Penches, Pino de Bureba, Terminón, Villanueva de los Montes i Zangández; la localitat de La Aldea del Portillo del Busto i el despoblat de Tamayo.

## Demografia
| 1991 | 1996 | 2001 | 2004 |
| ---- | ---- | ---- | ---- |
| 1945 | 1798 | 1481 | 1485 |

## Personatges il·lustres
- Fray Andrés de Olmos, (Oña c. 1480 - Tampico, Mèxic 8 d'octubre de 1571), fou el primer a escriure una gramàtica en nàhuatl.
- Janfri Topera, actor.